# ラスト・ソルジャー
『ラスト・ソルジャー』（原題：大兵小将、英題：Little Big Soldier）は、2010年公開の中国・香港合作映画。主演はジャッキー・チェン。

## 概要
ジャッキーが構想を20年間温めていた作品で、紀元前227年の中国の戦国時代を舞台に、弱小国・梁の兵士と敵国・衛の将軍の奇想天外な逃走劇を描くアクション映画。中国で公開された歴代のジャッキー主演作では、それまでで最高の興行収入を上げた。

## ストーリー
紀元前227年、中国の戦国時代。弱小国の梁に攻め入った衛の軍は、梁の軍の待ち伏せに会い、両軍全滅してしまう。そんな中、死んだふりをして生き残った梁の兵士がいた。彼は深い傷を負って動けなくなっていた衛の将軍を捕まえることに成功。将軍を捕虜として連れ帰れば、畑と金を褒美としてもらえると考えた兵士は、将軍を連れて梁に帰ろうとする。こうして、捕虜として捕まるぐらいなら名誉の戦死を遂げるほうがましだと考える将軍と、戦争を嫌い故郷での平和な暮らしを望む兵士との奇妙な旅が始まった。

## キャスト
| 役名           | 俳優                       | 日本語吹替 |
| -------------- | -------------------------- | ---------- |
| 梁の兵士       | ジャッキー・チェン（成龍） | 石丸博也   |
| 衛の将軍       | ワン・リーホン（王力宏）   | 高橋広樹   |
| ウェン太子     | ユ・スンジュン             | 野島健児   |
| ウー           | ドゥ・ユーミン（杜玉明）   | 谷口節     |
| 身寄りのない女 | リン・ポン（林鵬）         | 本名陽子   |
| 衛の副将軍     | ユー・ロングァン（于榮光） |            |

## スタッフ
- 監督・脚本・編集：ディン・シェン（丁晟）
- 原案・製作総指揮・武術指導：ジャッキー・チェン
- 撮影：チャオ・シャオティン
- 美術：リ・スン
- 音楽：シャオ・クー
- 製作：ソロン・ソ、ユエンノン・スン
- 共同製作：ウェンディ・ウォン
- 主題歌：ジャッキー・チェン「油菜花」